# Maine Road
Maine Road was een voetbalstadion in de plaats Moss Side in Manchester, Engeland. Sinds de opening in 1923 was het de thuisbasis van voetbalclub Manchester City.

## Geschiedenis
Vele belangrijke beker- en interlandwedstrijden werden op Maine Road gespeeld, en omdat het stadion ook nog eens een grote capaciteit had, werd Maine Road ook wel Wembley of the North genoemd. Op Maine Road werd ooit een record neergezet dat nog altijd geldt: meeste toeschouwers bij een wedstrijd in het Engelse voetbal. Bij de FA Cup-wedstrijd tussen Manchester City en Stoke City in 1934 waren er 84.569 toeschouwers aanwezig.
Door de jaren heen is Maine Road meerdere keren gerenoveerd, waarvan de laatste keer in 1994. Alle staanplaatsen werden toen vervangen door zitplaatsen, waardoor de capaciteit werd teruggedrongen tot 35.150 plaatsen. De laatste wedstrijd werd er gespeeld op 11 mei 2003, toen Manchester City in de Premier League speelde tegen Southampton. Deze wedstrijd werd met 0-1 verloren en daarmee was Michael Svensson de laatste doelpuntenmaker op Maine Road. Het laatste doelpunt van Manchester City werd gescoord door Marc-Vivien Foé in de met 3-0 gewonnen wedstrijd tegen Sunderland op 21 april 2003. De laatste wedstrijd was ook het afscheid van clubicoon Shaun Goater, de aanvaller die met meer dan 100 doelpunten de wederopstanding van de club inluidde na donkere jaren negentig.
Eind 2003 werd begonnen met de sloop van het stadion die ongeveer tien maanden in beslag nam. Sinds het seizoen 2003-04 speelt Manchester City in het City of Manchester-stadion, dat plaats biedt aan 48.500 toeschouwers.

## Interlands
| 1 | 13 november 1946 | Engeland – Wales         | 3 – 0 | British Home Championship 1946/47                         | 59.121 |
| 2 | 16 november 1949 | Engeland – Noord-Ierland | 9 – 2 | WK 1950 kwalificatie en British Home Championship 1949/50 | 69.762 |